# معركة ماردة
معركة ماردة (بالإسبانية: Batalla de Mérida)‏ من أوائل المعارك في الحرب الأهلية الإسبانية عندما حاولت الميليشيات الجمهوريون مرتين إيقاف جيش إفريقيا بالقرب من مدينة ماردة التاريخية (إقليم باداخوز) بإسبانيا، لكنهم فشلوا في المحاولة.
قام المتمردون بطرد الجمهوريين من المدينة في 10 أغسطس 1936 وأمنوا السيطرة على المدينة في اليوم التالي، مما سمح للجنرال خوان ياغوي بفرض حالة الاستسلام والاستيلاء على مدينة باداخوز بعد عدة أيام، وقد ارتكب فيها مذبحة عرفت بمذبحة باداخوز. وتكمن أهمية الاستيلاء على ماردة ليس فقط في امتلاك هذا المركز المهم، ولكن مع احتلاله كان من الممكن توحيد منطقتين كانتا تحت سيطرة القوات المتمردة.

## تقدم جيش إفريقيا
انتظمت عملية نقل الجنود جيش إفريقيا من المغرب إلى اليابسة الإسبانية منذ الأيام الأولى للانتفاضة، إما عن طريق الجو بعدد قليل من الطائرات المتوفرة أو عن طريق البحر بالتحايل على حصار الجيش الجمهوري البحري. بحلول شهر أغسطس تم بالفعل تجميع عدد كبير من القوات والعتاد في إشبيلية، لاتخاذ قرار بالتقدم نحو الشمال. وفي 2 أغسطس غادر رتل من القوات المغربية بقيادة المقدم أسينسيو كابانيلاس العاصمة إشبيلية بهدف احتلال إكستريمادورا كي ترتبط بمنطقة المتمردين الشمالية. ولكن كان الهدف النهائي لطابور المتمردين هو غزو مدريد. وفي 3 أغسطس انضم طابور ثانٍ إلى قيادة القائد كاستيخون. تتكون تلك الطوابير التي تحوي كل منها 1500 جندي من كتيبتين مشاة خفيفة (وعلم من الفيلق وطابور من النظاميين مع بطارية واحدة أو بطاريتين من 75 ملم وفرقة صغيرة من الخدمات اللوجستية (التموين والصحة ...)
اتجه أسينسيو شمالًا وسحق هجمات الجمهوريين في 6 أغسطس. وفي اليوم التالي طرد الجيش الأفريقي المليشيات الجمهورية من بلدة ألمندراليخو بعد مقاومة دامية أضعفت كلا الطرفين. فانسحب الجمهوريون شمالا نحو ماردة، فأوقف المتمردون مسيرتهم انتظارًا لطابور ثالث مماثل لتلك السابقة يقودها المقدم تيلا. بمجرد احتلال ماردة كانت الطوابير الثلاثة تحت قيادة المقدم خوان ياغوي أحد قدامى المحاربين في أفريقيا.

## المعركة
قامت الميليشيا الجمهورية في يوم 10 أغسطس بالتمركز على طول نهر يانة، على بعد عدة كيلومترات جنوب ماردة. وفي المقابل اجتمعت لقوات المتمردة لواءين (اللواء الرابع واللواء الخامس) من الفيلق الأجنبي الإسباني والطابور الثاني من النظاميين المغاربة. وقبل الهجوم تعرضت ماردة لقصف قوي من المدفعية والطيران القوميين. ثم هاجموا المدينة من ثلاثة اتجاهات: اللواء الرابع من الجنوب عبر نهر يانة بعد الاستيلاء على الحنش وصفراء، وطابور II من الشرق واللواء الخامس عبر الجسر الروماني. فشل عمود اللواء الرابع في البداية من عبور النهر، وتراجع إلى المندراليخو، لكن الطابور الثاني تمكن من دخول المدينة. في غضون ذلك تقدم العقيد أسينسيو مع اللواء الخامس واستولى على الجسر، ثم اجتاح النهر واستولى على المدينة. فتراجعت الميليشيات الموالية خوفا من التطويق، ثم وصل الجنرال ياغوي لتولي قيادة جيش المتمردين. وبعد احتلال المدينة نفذت قوات ياغوي مجزرة دموية. فأعدم القوميون لجنة الدفاع التي رأستها أنيتا لوبيز.
تحرك ياغوي بعد ذلك شرقًا نحو باداخوز مع أسينسيو وكاستيخون، تاركًا مفرزة من الجنود بقيادة الرائد هيلي تيلا لتأمين ماردة. في 11 أغسطس عادت الميليشيا الجمهورية للظهور مع فرقة قوية من حرس الاقتحام والحرس المدني من مدريد، بالإضافة إلى تعزيزات مهمة في المدفعية والمعدات المختلفة في محاولة جديدة لاستعادة المدينة. فهاجمت القوات الجمهورية ماردة وحاولت السيطرة عليها، لكن قوات الفيلق هزمهم في المعركة، وبالتالي فشلت آخر محاولة جمهورية لاستعادة المدينة. في غضون ذلك استحوذت قوات ياغوي على بطليوس.

## النتائج
بعد احتلال ماردة وباداخوز، تمكن المتمردون من ربط الأراضي المتمردة في الشمال بإشبيلية والأراضي المتمردة الأخرى في الجنوب. بهذا سيطر المتمردون على النصف الغربي من مقاطعة باداخوز، وهو ما شكل ضربة قوية للجمهورية التي فقدت الاتصال البري بالبرتغال. بعد احتلال هذه الأراضي قام المتمردون بقمع دموي في تلك المدن.